# Badsworth
Badsworth – wieś w Anglii, w hrabstwie ceremonialnym West Yorkshire, w dystrykcie metropolitalnym Wakefield. Leży 26 km na południowy wschód od miasta Leeds i 248 km na północ od Londynu. Miejscowość liczy 583 mieszkańców.